# Any Major Dude
Any Major Dude war eine österreichische Band.

## Geschichte
Die Band wurde Ende 2009 in Vorarlberg gegründet. 2011 nahm sie am nationalen Vorentscheid zum Eurovision Song Contest Guten Morgen Düsseldorf teil. 2013 löste sich die Band auf. Sänger und Gitarrist Linher ist seitdem primär als Schriftsteller tätig.

## Diskografie

### EPs
- 2010: Cure & Poison (STARmusic)
- 2011: July July (Any Major Dude)
- 2013: Wer ich bin (STARmusic)

### Alben
- 2011: At the Crack of Dawn We Sing the Birds to Sleep (STARmusic)